# Charles Winslow
Pour les articles homonymes, voir Winslow.
Charles Winslow (né le 1er août 1888, mort le 15 septembre 1963) est un joueur de tennis sud-africain.

## Jeux olympiques
- Jeux olympiques d'été de 1912 à Stockholm 
  -  Médaille d'or en simple.
  -  Médaille d'or en double.
- Jeux olympiques d'été de 1920 à Anvers 
  -  Médaille de bronze en simple.

## Palmarès

### Titre en simple messieurs
| No | Date       | Nom et lieu du tournoi           | Catégorie     | Surface      | Finaliste     | Score               |          |
| -- | ---------- | -------------------------------- | ------------- | ------------ | ------------- | ------------------- | -------- |
| 1  | 28-06-1912 | Jeux olympiques d'été, Stockholm | J. olympiques | Terre (ext.) | Harold Kitson | 7-5, 4-6, 10-8, 8-6 | Parcours |

### Titre en double messieurs
| No | Date       | Nom et lieu du tournoi          | Catégorie     | Surface      | Partenaire    | Finalistes                   | Score              |          |
| -- | ---------- | ------------------------------- | ------------- | ------------ | ------------- | ---------------------------- | ------------------ | -------- |
| 1  | 28-06-1912 | Jeux olympiques d'été Stockholm | J. olympiques | Terre (ext.) | Harold Kitson | Felix Pipes · Arthur Zborzil | 4-6, 6-1, 6-2, 6-2 | Parcours |